# Antipodochlora braueri
Antipodochlora braueri је инсект из реда Odonata. 

## Угроженост
Ова врста је наведена као последња брига, јер има широко распрострањење и честа је врста.

## Распрострањење
Ареал врсте је ограничен на једну државу. 
Нови Зеланд је једино познато природно станиште врсте.

## Станиште
Станишта врсте су шуме и слатководна подручја. 